# Fem familjerna
Fem familjerna är de fem större italiensk-amerikanska maffiafamiljerna som har dominerat organiserad brottslighet i New York och andra delar av USA sedan 1930-talet. Det var Salvatore Maranzano och Charles "Lucky" Luciano som var grundarna till kommissionen. I kommissionen finns var och en av de fem familjerna representerade, och det var också genom den som man avbröt konflikterna mellan de olika familjerna och delade upp territorium sinsemellan. De fem familjerna skulle sedan utgöra basen och bestå tills idag som den största och mest inflytelserika delen av den sicilianska organiserade brottsligheten i USA. 
De fem familjerna är:
- Bonanno
- Gambino
- Colombo
- Genovese
- Lucchese

Andra kriminella familjer som Familjen Patriarca från New England, Familjen DeCavalcante från New Jersey och Chicago Outfit har kopplingar till de fem familjerna i New York.